# 미나 탄더
미나 탄더(Mina Tander, 1978년 12월 4일 ~ )는 독일의 배우이다.